# President Kennedylaan (Amsterdam)

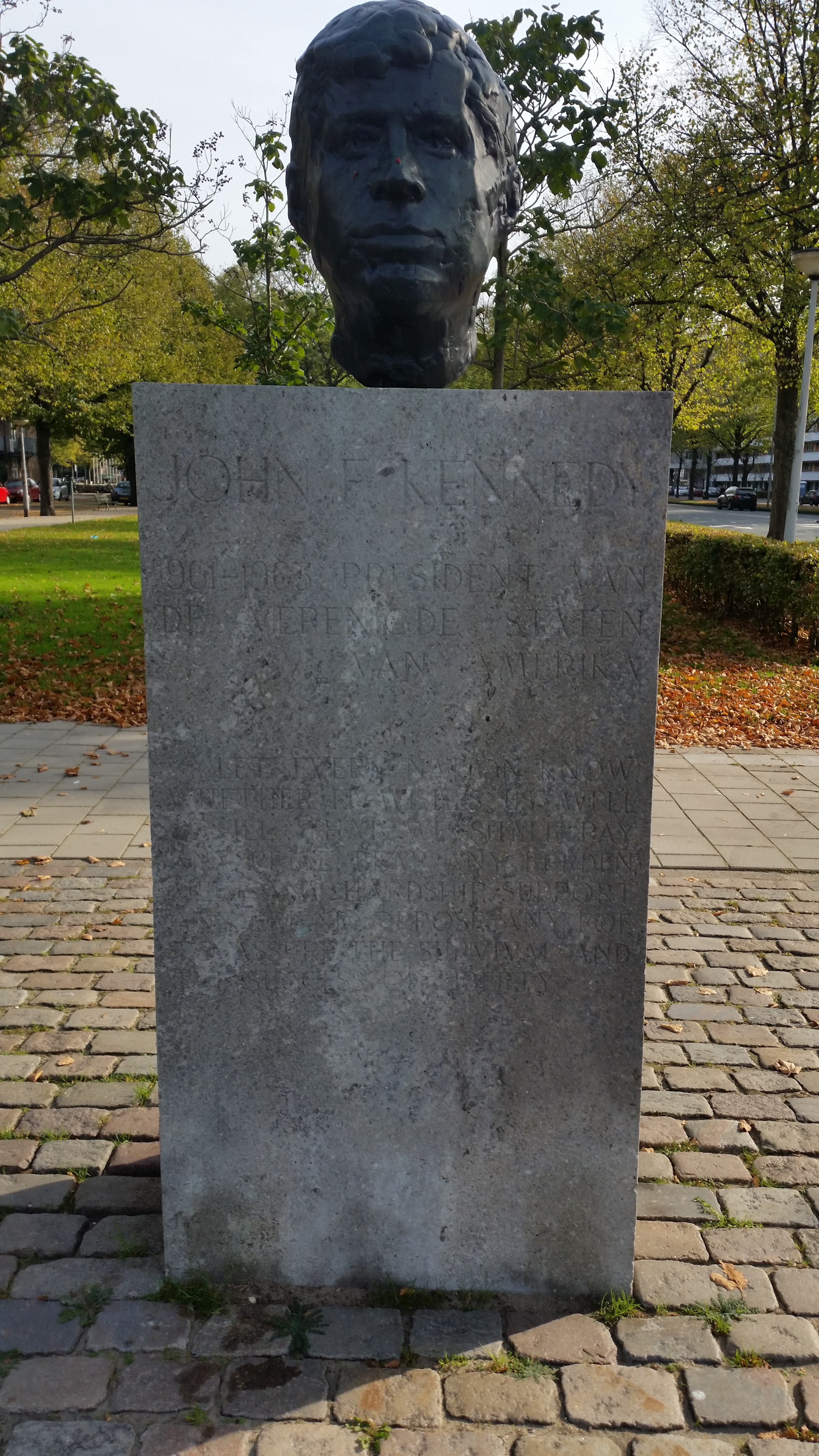
Beeld John F. Kennedy (oktober 2018)

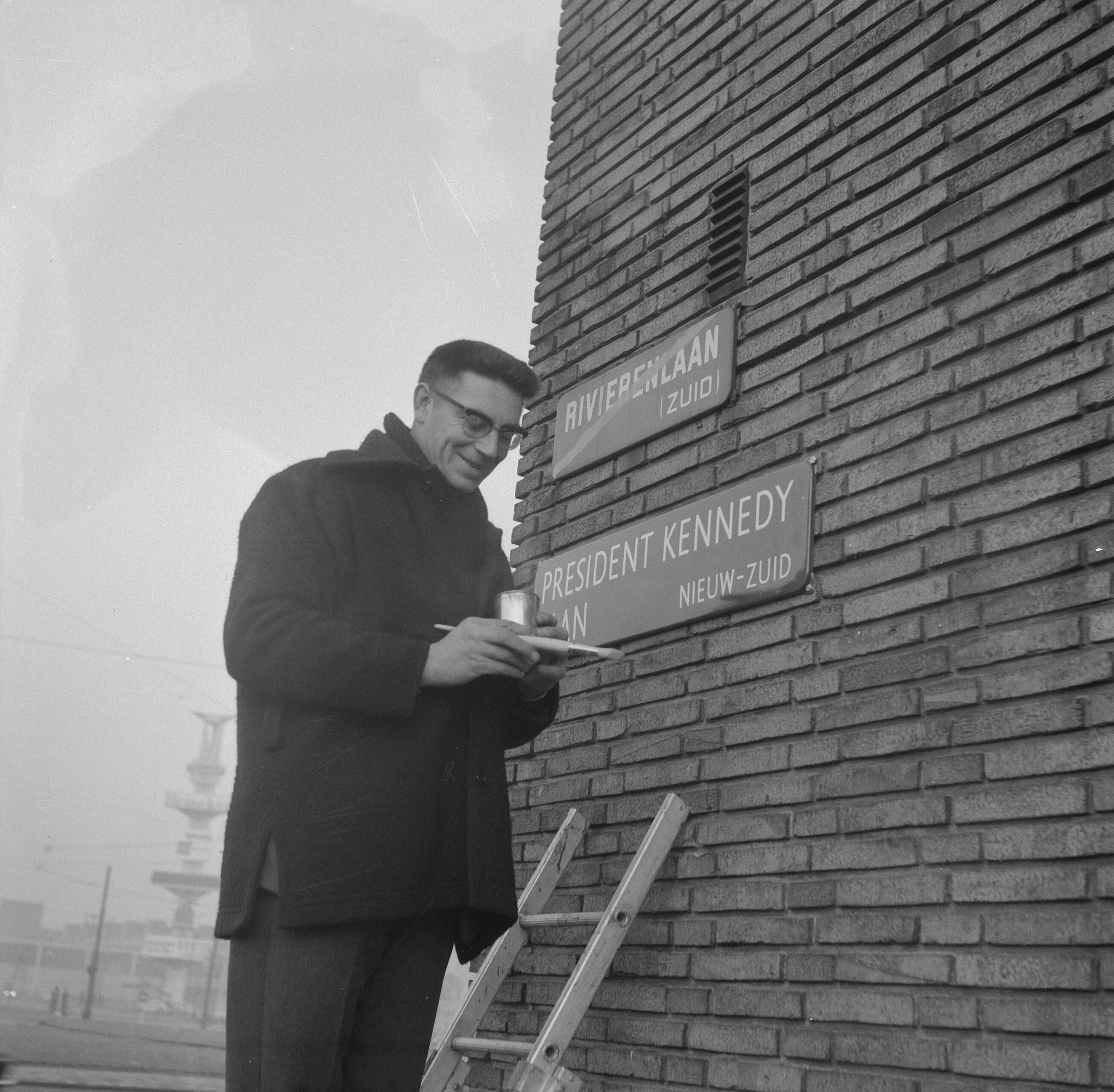
Rivierenlaan wordt President Kennedylaan (1964)

De President Kennedylaan is een laan in de Amsterdamse Rivierenbuurt in het stadsdeel Zuid.

## Ligging en geschiedenis
De laan werd rond 1935 aangelegd onder de naam Rivierenlaan en was toen de zuidelijke grens van de Rivierenbuurt, een wijk uit de jaren twintig en dertig. In de jaren vijftig verscheen aan de zuidwestzijde van de laan een nieuwe wijk, de Landstrekenbuurt.
Op 9 januari 1964 nam de gemeente Amsterdam naar aanleiding van een vijftal verzoeken het besluit de laan te hernoemen tot President Kennedylaan, naar de toen net vermoorde Amerikaanse president John F. Kennedy. Kunstenaar Eppo Doeve die op huisnummer 197 woonde en werkte kreeg een nieuw adres. De President Kennedylaan werd een drukke verkeersader van dit deel van de stad.
Ze begint qua nummering in het verlengde van de Amsteldijk, juist ten zuiden van het markante gebouw Rivierstaete. De Amsteldijk loopt vanaf daar wel verder als oever van de Amstel. Tussen de laan en rivier kwam het Martin Luther Kingpark, dat de laan aan de zuidkant vergezelt tot aan de De Mirandalaan. Met de combinatie Rijksweg 2/Nieuwe Utrechtseweg (zuid) en Rijnstraat (noord) heeft ze een belangrijk verkeersknooppunt. De Rijnstraat was een belangrijke radiaalweg voor verkeer naar en van de binnenstad. De straat werd in de loop der jaren steeds autoluwer gemaakt door het snelverkeer richting President Kennedylaan te sturen. De laan kent nog kruisingen met de Waalstraat/De Mirandalaan, Maasstraat/Veluwelaan. Ze eindigt samen met de Rooseveltlaan op het Europaplein met uitzicht op de RAI Amsterdam. Juist die RAI zorgde in het verleden voor grote parkeerproblemen rond de President Kennedylaan.

## Bouwwerken
Er zijn opvallende bouwwerken langs de laan te vinden. Vanaf Rivierstaete de volgende:
- de laan begint hier met bebouwing aangelegd in een boog langs de laan. Na tien etagewoningen sluit de bebouwing niet meer aan; woonblokken eindigen in een rechte hoek op allerlei groenstroken, die de leegte tussen de rechte bouwblokken en de gebogen laan opvullen;
- de kruising met Rijnstraat en Rijksweg 2 is verhoogd aangelegd; de kruising maakt deel uit van het talud van de Utrechtsebrug, in 1951 de langste en duurste brug van de stad; in het talud en even westwaarts van de kruising is een voet- en fietstunnel brug 446 gebouwd;
- na de kruising zijn aan de linkerkant enkele bouwwerken in de Amsterdamse School te vinden;
- in het Martin Luther Kingpark staat hier het De Mirandabad in 1932 geopend als Amstelparkbad.
- op de hoek met de De Mirandalaan kent de President Kennedylaan huisnummer 5 een politiebureau;
- aan de noordzijde had stadsdeel Amsterdam-Zuid schuin tegenover dat politiebureau enige tijd zijn kantoor;
- langs de zuidkant van de President Kennedylaan staan zogeheten Airey-woningen van woningbouwcomplex Amstelhof. De woningblokken zijn opgetrokken uit beton en laten veel licht toe. Deze blokken werden eind jaren negentig met sloop bedreigd, zogenaamd omdat ze niet meer in de omgeving zouden passen en niet meer zouden voldoen aan de "eisen van de tijd". Door protesten van de bewoners van de Airey-blokken is de sloop uiteindelijk tegengehouden; de bedoelde gebouwen President Kennedylaan 681-921 maken deel uit van een veel groter complex aan woningen, dat samen sinds februari 2014 één gemeentelijk monument vormt;
- pal naast de airey-blokken heeft wel sloop van een huizenblok plaatsgevonden, een woonblok maakte plaats voor het stadsdeelkantoor voor Stadsdeel Zuid, dat gevestigd is op huisnummer 923
- op de kruising met de Maasstraat staat het uit 2021 daterende Eindgemaal Rivierenbuurt.

## Kunst
Aan de President Kennedylaan is kunst terug te vinden:
- bij een ruimte dat sinds 1989 het President Kennedyplantsoen heet, zijn twee gevelstenen Vrouw en man bij vuur te vinden van Frans Werner;
- Vlucht van een kaketoe van kunstenaar Jeroen Werner is te vinden in de voet/fietstunnel brug 446;
- bij de kruising bij de Maasstraat is het niet erg gelijkende Borstbeeld John F. Kennedy van Renze Hettema te zien.

Op de stadsdeelwerf President Kennedylaan 5 is een titelloos tegelwerk van Berry Holslag geplaatst, vermoedelijk binnen het gebouw of op het terrein.

## Openbaar vervoer
Vanaf 3 augustus 1939 had tramlijn 4 zijn eindpunt aan deze laan, bij de hoek van de Rijnstraat met een lus via de Hunze en Uiterwaardenstraat . Vanaf 18 juni 1945 tot 15 december 2013 had lijn 25 hier zijn eindpunt. Sindsdien werden de sporen en bovenleiding niet meer gebruikt maar bleven aanvankelijk voor omleidingen liggen. Begin 2015 werd het spoor staduitwaarts in de Rijnstraat echter verwijderd evenals overal de bovenleiding waardoor de lus niet meer bruikbaar is. De oude standplaats werd een grasveld.
Sinds 4 juni 1967 rijdt een buslijn tussen de Waalstraat en Europaboulevard door de laan, eerst bus 8 en sinds 28 mei 2006 bus 62 evenals bus 58 van 20 december 1978 tot 31 mei 1981 waarbij echter door de Maasstraat werd gereden. Sinds 5 oktober 1981 tot eind mei 1997 reed bus 60 vanaf de Utrechtsebrug over de laan naar de Europaboulevard waarbij echter geen overstaphalte op tram 25 aanwezig was. Van eind mei 1987 tot begin oktober 1992 reed bus 48 door de gehele laan.